# Martin Egeberg
Martin Johan Egeberg (ur. 7 grudnia 1896 w Oslo, zm. 8 lutego 1977 tamże) – norweski zapaśnik walczący w stylu klasycznym. Dwukrotny olimpijczyk. Zajął ósme miejsce w Paryżu 1924 i czternaste w Amsterdamie 1928. Walczył w wadze piórkowej do 62 kg.
Srebrny medalista mistrzostw świata w 1922 i brązowy mistrzostw Europy w 1927 roku.

## Letnie Igrzyska Olimpijskie 1924
| Konkurencja                   | Runda grupowa | Runda grupowa        | Runda grupowa           | Runda grupowa            | Klas. końcowa |
| Konkurencja                   | Przeciwnik I  | Przeciwnik II        | Przeciwnik III          | Przeciwnik IV            | Miejsce       |
| ----------------------------- | ------------- | -------------------- | ----------------------- | ------------------------ | ------------- |
| styl klasyczny, waga piórkowa | wolny los     | Ödön Radvány (HUN) P | František Řezáč (TCH) W | Fritiof Svensson (SWE) P | VII miejsce   |

## Letnie Igrzyska Olimpijskie 1928
| Konkurencja                   | Walki                        | Walki               | Klas. końcowa |
| Konkurencja                   | Pierwsza runda               | Druga runda         | Miejsce       |
| ----------------------------- | ---------------------------- | ------------------- | ------------- |
| styl klasyczny, waga piórkowa | František Kratochvíl (TCH) P | Jaak Dillen (BEL) P | XIV miejsce   |